# 凌振

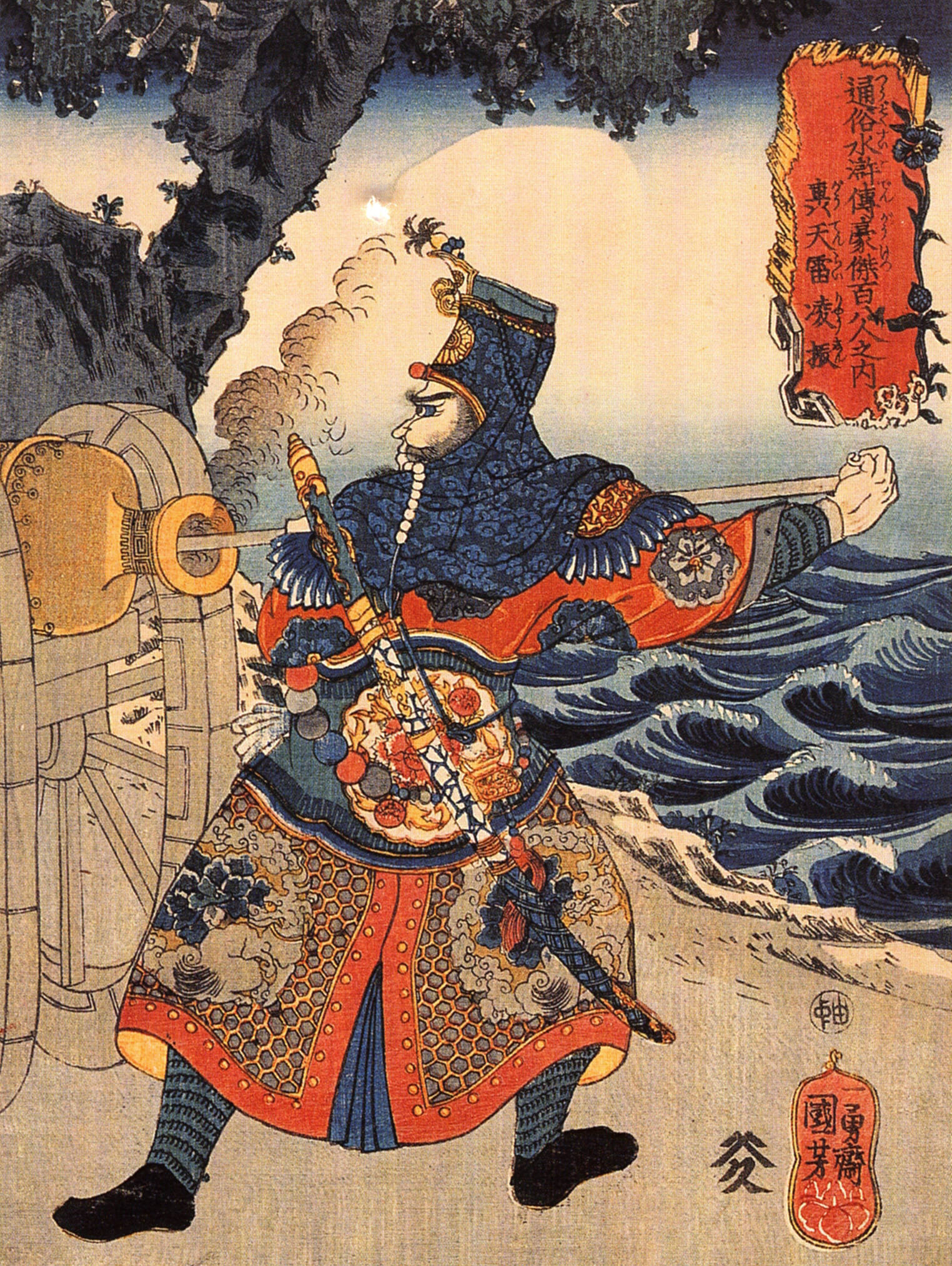
歌川国芳「通俗水滸伝豪傑百八人之一個・轟天雷凌振」

凌 振（りょう しん、Ling Zhen）は、中国の小説で四大奇書の一つである『水滸伝』の登場人物である。
梁山泊第五十二位の好漢。地軸星の生まれ変わり。渾名は轟天雷（ごうてんらい）で、彼が率いる大砲隊の威力に由来する。子母砲、連珠砲など破壊力抜群の大砲を発明、部下を訓練し、砲兵隊の責任者を務め、梁山泊軍の無敵の強さの一因となる。

## 生涯
もとは東京（開封）で甲丈庫の副使。梁山泊討伐軍の総大将となっていた呼延灼の求めに応じ、討伐軍の援軍として招かれた。しかし、砲兵隊の破壊力に脅威を感じた梁山泊軍は、李俊や阮小二ら水軍衆に命じて、水上に誘き出し、たちまち凌振を生け捕りとした。梁山泊軍の副将・宋江の説得により、凌振は寝返ることを決心。東京から家族を呼び寄せ、火薬を調達した後、梁山泊軍内に砲兵隊を組織し、逆に呼延灼軍へ攻撃を仕掛けることとなった。
以後、梁山泊軍の外征には必ずといっていいほど砲兵隊を帯同し、青州攻め、北京攻め、東昌府攻めなどに活躍。108人の好漢が勢揃いした際には第52位となり、大砲製造の責任者となった。
梁山泊軍が朝廷に招安された後は、遼国征伐や方臘征伐に砲兵の将として大活躍する。ただし彼の場合、大砲という特殊武器を用いること自体が個性であり、彼自身の性格的な個性はあまり感じられない。方臘征伐終了後、東京に凱旋。梁山泊軍解散後は武奕郎の称号を得て、火薬局御営の任用を受けた。悲劇的な末路をたどる仲間が多かった中で、無難な後半生を送ったといえる。

## 補足
史実で大砲が用いられるようになったのは、もちろん水滸伝の舞台となる北宋末よりもはるかに後の時代である。南宋の末期、モンゴル軍が野戦・攻城戦に大砲やそれに類似した火器を用いた記録があり、作者（施耐庵もしくは羅貫中と言われるが定かではない）が生きていた明代においては、大砲も用いられるようになっている。
また梁山泊軍内で、騎馬隊や歩兵隊、水軍の将校が複数人いるのに対し、砲兵の将は凌振ただ一人であり、他の将の隊に大砲が装備されることもない。つまり大砲による攻撃は、凌振（隊）の個人技という側面が強く、その意味では公孫勝の魔術とそれほど異なるものではない。後の世の三兵戦術で用いられるような組織的な砲兵隊とは意味合いが異なる。